# كبلر-56
كيبلر 56 (بالإنجليزية: Kepler-56)‏ الذي يرمز له بالرمز 2MASS J19350200+4152187، هو نجم، في كوكبة الدجاجة (كوكبة).

## الاكتشاف
.